# Utrera
Utrera is een gemeente in de Spaanse provincie Sevilla in de regio Andalusië met een oppervlakte van 684 km². In 2007 telde Utrera 49.135 inwoners.

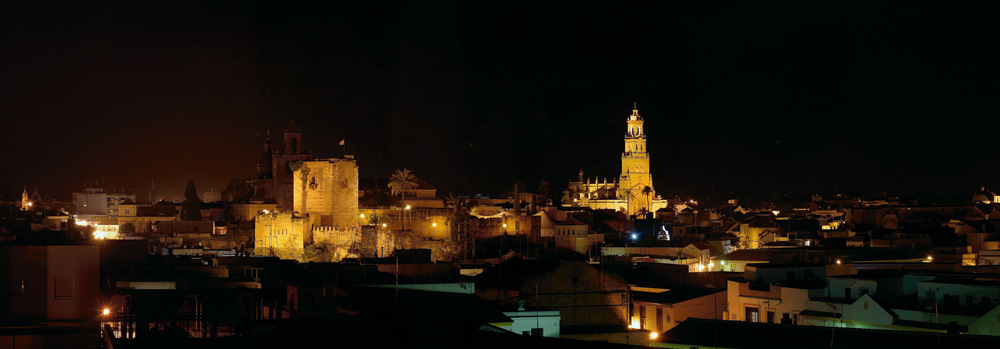
Utrera bij nacht

In Utrera werden op 7 februari 2023 overblijfselen gevonden van de belangrijkste synagoge op het Iberisch schiereiland in de Middeleeuwen. Na de Reconquista werd dit bouwwerk getransformeerd tot het Hospital de la Misericordia (Ziekenhuis van de Barmhartigheid), en in de moderne tijd waren er een restaurant en een discotheek gevestigd.

## Demografische ontwikkeling
Bron: INE; 1857-2011: volkstellingen
Opm.: Aanhechting van Los Molares (1877); afstand van Los Molares (1920)

## Geboren
- Joaquín Caparrós (1955), voetbalcoach
- José Antonio Reyes (1983-2019), voetballer
- Rodrigo Suárez Peña (1986), voetballer
- Juan Muñoz Muñoz (1995), voetballer
- Dani Ceballos (1996), voetballer

## Overleden
- Juan Belmonte (1892-1962), Spaans stierenvechter

1. ↑  https://www.spanjevandaag.com/18/02/2023/belangrijkste-middeleeuwse-synagoge-iberisch-schiereiland-discotheek-sevilla/